# Udinese Calcio 2007-2008
Questa voce raccoglie le informazioni riguardanti l'Udinese Calcio nelle competizioni ufficiali della stagione 2007-2008.

## Stagione
La stagione 2007-2008 inizia con il nuovo allenatore Pasquale Marino che reduce dalla salvezza ottenuta la stagione precedente al Catania che prende il posto del non confermato Malesani. La stagione inizia con un pareggio strappato a San Siro contro l'Inter, Campione d'Italia in carica, per 1-1 per poi subire una batosta casalinga contro la neopromossa Napoli (5-0 il finale). Questa sconfitta non fece demoralizzare la squadra poiché nella giornata successiva batte la Juventus a Torino (1-0 con gol del bomber Di Natale). Dopo un'altra sconfitta per 3-2 contro l'altra neopromossa Genoa, i friulani infilano poi ben 21 punti nelle seguenti nove partite frutto di 6 vittorie, tre pareggi e si ritrova al 4º posto. Tranne due sconfitte esterne contro Roma e Catania, l'Udinese finisce ottimamente l'anno solare mantenendo il 4º posto togliendo anche la soddisfazione di battere la Sampdoria di Mazzarri e Cassano (3-2 il finale). Il girone d'andate finisce con la retrocessione al 5º posto dopo una sconfitta casalinga contro il Milan (1-0, gol di Gilardino nel finale. 
I bianconeri iniziano il girone di ritorno con 4 punti nelle prime sei partite per poi riprendersi e lottare per il 4º posto dopo aver sconfitto la Fiorentina per 3-1 e trovandosi a soli tre punti dai viola. Le sconfitte contro Roma, Sampdoria e Cagliari risultarono determinanti per far tramontare definitivamente il sogno Champions dei friulani. La stagione finisce con un'altra sconfitta per opera del Milan (4-1) e con il bottino finale di 57 punti. L'Udinese si qualifica comunque per la Coppa UEFA 2008-2009 per via dei finalisti Inter e Roma già qualificati per le coppe europee.

## Divise e sponsor
| Casa | Trasferta | Terza Divisa |

## Rosa
| N. |                     | Ruolo | Calciatore         |
| -- | ------------------- | ----- | ------------------ |
| 1  | Brasile (bandiera)  | P     | Saulo              |
| 2  | Colombia (bandiera) | D     | Cristián Zapata    |
| 3  | Ghana (bandiera)    | A     | Gyan Asamoah       |
| 4  | Italia (bandiera)   | C     | Gaetano D'Agostino |
| 5  | Nigeria (bandiera)  | C     | Christian Obodo    |
| 6  | Italia (bandiera)   | D     | Andrea Coda        |
| 7  | Italia (bandiera)   | A     | Simone Pepe        |
| 8  | Italia (bandiera)   | D     | Andrea Dossena     |
| 9  | Italia (bandiera)   | A     | Michele Paolucci   |
| 10 | Italia (bandiera)   | A     | Antonio Di Natale  |
| 11 | Italia (bandiera)   | C     | Giampiero Pinzi    |
| 14 | Italia (bandiera)   | C     | Antonio Candreva   |
| 15 | Cile (bandiera)     | C     | Mauricio Isla      |
| 17 | Italia (bandiera)   | D     | Riccardo Colombo   |
| 19 | Brasile (bandiera)  | D     | Felipe             |

| N. |                      | Ruolo | Calciatore           |
| -- | -------------------- | ----- | -------------------- |
| 20 | Italia (bandiera)    | D     | Giandomenico Mesto   |
| 21 | Rep. Ceca (bandiera) | D     | Tomáš Zápotočný      |
| 22 | Slovenia (bandiera)  | P     | Samir Handanovič     |
| 23 | Finlandia (bandiera) | C     | Roman Erëmenko       |
| 24 | Serbia (bandiera)    | D     | Aleksandar Luković   |
| 25 | Italia (bandiera)    | P     | Antonio Chimenti     |
| 27 | Italia (bandiera)    | A     | Fabio Quagliarella   |
| 28 | Italia (bandiera)    | C     | Viktor Budjanskij    |
| 29 | Italia (bandiera)    | C     | Raffaele De Martino  |
| 30 | Svizzera (bandiera)  | D     | Igor Djuric          |
| 32 | Italia (bandiera)    | D     | Damiano Ferronetti   |
| 66 | Rep. Ceca (bandiera) | C     | Tomáš Sivok          |
| 83 | Italia (bandiera)    | A     | Antonio Floro Flores |
| 86 | Brasile (bandiera)   | C     | Guilherme Siqueira   |
| 88 | Svizzera (bandiera)  | C     | Gökhan Inler         |

## Risultati

### Serie A[1]

#### Girone di andata
| Arbitro: | Banti (Livorno) |

|              |           |                    |
| Stankovic 9’ | Marcatori | 92’ (aut.) Cordoba |

| Arbitro: | Gervasoni (Mantova) |

|  |           |                                                    |
|  | Marcatori | 16’, 71’ Zalayeta 41’ Domizzi 65’ Lavezzi 81’ Sosa |

| Arbitro: | Farina (Novi Ligure) |

|  |           |               |
|  | Marcatori | 47’ Di Natale |

| Arbitro: | Pierpaoli (Firenze) |

|                   |           |  |
| Di Natale 4’, 62’ | Marcatori |  |

| Arbitro: | Ciampi (Roma) |

|                                |           |                    |
| Borriello 21’, 47’, 73’ (rig.) | Marcatori | 51’ Gyan 76’ Mesto |

| Arbitro: | De Marco (Chiavari) |

|                             |           |             |
| Quagliarella 81’ Zapata 95’ | Marcatori | 74’ Corradi |

| Bergamo 6 ottobre 2007, ore UTC+1 7ª giornata | Atalanta                  | 0 – 0 | Udinese | Stadio Atleti Azzurri d'Italia\| Arbitro: \| Dondarini (Finale Emilia) \| |
| Arbitro:                                      | Dondarini (Finale Emilia) |       |         |                                                                           |

| Arbitro: | Stefanini (Prato) |

|          |           |            |
| Gyan 77’ | Marcatori | 17’ Amauri |

| Arbitro: | Pierpaoli (Firenze) |

|  |           |          |
|  | Marcatori | 81’ Gyan |

| Arbitro: | Orsato (Schio) |

|                            |           |             |
| Floro Flores 25’ Inler 53’ | Marcatori | 63’ Ventola |

| Livorno 4 novembre 2007, ore UTC+1 11ª giornata | Livorno         | 0 – 0 | Udinese | Stadio Armando Picchi\| Arbitro: \| Brighi (Cesena) \| |
| Arbitro:                                        | Brighi (Cesena) |       |         |                                                        |

| Arbitro: | Celi (Campobasso) |

|             |           |                                |
| Pazzini 28’ | Marcatori | 23’ Quagliarella 63’ Di Natale |

| Arbitro: | Pierpaoli (Firenze) |

|                                |           |  |
| Quagliarella 42’ Di Natale 81’ | Marcatori |  |

| Arbitro: | Saccani (Mantova) |

|                     |           |                  |
| Juan 10’ Taddei 26’ | Marcatori | 11’ Quagliarella |

| Arbitro: | Damato (Barletta) |

|                                     |           |                                |
| Di Natale 23’ Quagliarella 72’, 88’ | Marcatori | 31’ (rig.) Bellucci 40’ Maggio |

| Arbitro: | Romeo (Verona) |

|                 |           |  |
| Mascara 8’, 88’ | Marcatori |  |

| Arbitro: | Valeri (Roma) |

|                           |           |                          |
| Dossena 22’ Di Natale 86’ | Marcatori | 52’ Raggi 93’ Marzoratti |

| Arbitro: | Bergonzi (Genova) |

|  |           |                  |
|  | Marcatori | 32’ Quagliarella |

| Arbitro: | Farina (Novi Ligure) |

|  |           |               |
|  | Marcatori | 92’ Gilardino |

#### Girone di ritorno
| Udine 27 gennaio 2008, ore UTC+1 20ª giornata | Udinese          | 0 – 0 | Inter | Stadio Friuli\| Arbitro: \| Rosetti (Torino) \| |
| Arbitro:                                      | Rosetti (Torino) |       |       |                                                 |

| Arbitro: | Ayroldi (Molfetta) |

|                                   |           |         |
| Zapata 3’ (aut.) Lavezzi 75’, 76’ | Marcatori | 9’ Pepe |

| Arbitro: | Rocchi (Firenze) |

|            |           |                             |
| Dossena 6’ | Marcatori | 63’ Camoranesi 77’ Iaquinta |

| Arbitro: | Gava (Conegliano) |

|             |           |                            |
| Modesto 77’ | Marcatori | 8’ Pepe 64’, 95’ Di Natale |

| Arbitro: | Orsato (Schio) |

|                                                   |           |                                            |
| Di Natale 28’ (rig.), 40’ (rig.) Floro Flores 75’ | Marcatori | 9’ León 43’ Sculli 57’, 81’, 88’ Borriello |

| Arbitro: | Mazzoleni (Bergamo) |

|                            |           |  |
| Lucarelli 79’ Cigarini 88’ | Marcatori |  |

| Arbitro: | Romeo (Verona) |

|                                |           |  |
| Quagliarella 29’ Di Natale 31’ | Marcatori |  |

| Arbitro: | Russo (Nola) |

|               |           |            |
| Simplicio 32’ | Marcatori | 64’ Felipe |

| Arbitro: | Tommasi (Bassano del Grappa) |

|                              |           |                        |
| Ferronetti 57’ Di Natale 87’ | Marcatori | 12’ Rocchi 81’ Ledesma |

| Arbitro: | Mazzoleni (Bergamo) |

|  |           |          |
|  | Marcatori | 25’ Pepe |

| Arbitro: | Trefoloni (Siena) |

|                                |           |  |
| Quagliarella 19’ Di Natale 48’ | Marcatori |  |

| Arbitro: | Morganti (Ascoli Piceno) |

|                                          |           |           |
| Inler 12’ Di Natale 73’ Quagliarella 77’ | Marcatori | 19’ Vieri |

| Arbitro: | Dondarini (Finale Emilia) |

|            |           |                  |
| Kharja 69’ | Marcatori | 77’ Floro Flores |

| Arbitro: | Rizzoli (Bologna) |

|               |           |                                  |
| Di Natale 53’ | Marcatori | 65’ Vučinić 72’ Taddei 91’ Giuly |

| Arbitro: | Dondarini (Finale Emilia) |

|                                      |           |  |
| Cassano 24’ Bellucci 44’, 56’ (rig.) | Marcatori |  |

| Arbitro: | Bergonzi (Genova) |

|                               |           |            |
| Di Natale 6’ Quagliarella 38’ | Marcatori | 34’ Vargas |

| Arbitro: | Damato (Barletta) |

|  |           |                  |
|  | Marcatori | 17’ Quagliarella |

| Arbitro: | Brighi (Cesena) |

|  |           |                           |
|  | Marcatori | 49’ Acquafresca 57’ Cossu |

| Arbitro: | Rosetti (Torino) |

|                                           |           |           |
| Pato 49’ Inzaghi 60’ Cafu 80’ Seedorf 89’ | Marcatori | 32’ Mesto |

### Coppa Italia

#### Prima fase
| Arbitro: | Pierpaoli (Firenze) |

|                                 |           |  |
| Paolucci 37’, 87’ Di Natale 53’ | Marcatori |  |

#### Fase finale
| Udine 19 dicembre 2007, ore UTC+1 15:30 Ottavi di finale - Andata | Udinese       | 0 – 0 | Palermo | Stadio Friuli\| Arbitro: \| Ciampi (Roma) \| |
| Arbitro:                                                          | Ciampi (Roma) |       |         |                                              |

| Arbitro: | Russo (Nola) |

|  |           |                  |
|  | Marcatori | 91’ Floro Flores |

| Arbitro: | De Marco (Chiavari) |

|                                          |           |                       |
| Ferronetti 9’ Pepe 71’ (rig.) Felipe 77’ | Marcatori | 12’ Izco 31’ Martínez |

| Arbitro: | Tagliavento (Terni) |

|                          |           |         |
| Spinesi 44’ Morimoto 89’ | Marcatori | 1’ Pepe |

## Statistiche

### Statistiche di squadra
| Competizione | Punti | In casa | In casa | In casa | In casa | In casa | In casa | In trasferta | In trasferta | In trasferta | In trasferta | In trasferta | In trasferta | Totale | Totale | Totale | Totale | Totale | Totale | DR |
| Competizione | Punti | G       | V       | N       | P       | Gf      | Gs      | G            | V            | N            | P            | Gf           | Gs           | G      | V      | N      | P      | Gf     | Gs     | DR |
| ------------ | ----- | ------- | ------- | ------- | ------- | ------- | ------- | ------------ | ------------ | ------------ | ------------ | ------------ | ------------ | ------ | ------ | ------ | ------ | ------ | ------ | -- |
| Serie A      | 57    | 19      | 9       | 4       | 6       | 30      | 29      | 19           | 7            | 5            | 7            | 18           | 24           | 38     | 16     | 9      | 13     | 48     | 53     | -5 |
| Coppa Italia | -     | 3       | 2       | 1       | 0       | 6       | 2       | 2            | 1            | 0            | 1            | 2            | 2            | 5      | 3      | 1      | 1      | 8      | 4      | +4 |
| Totale       | -     | 22      | 11      | 5       | 6       | 36      | 31      | 21           | 8            | 5            | 8            | 20           | 26           | 43     | 19     | 10     | 14     | 56     | 57     | -1 |

### Andamento in campionato
| Giornata  | 1  | 2  | 3  | 4 | 5 | 6 | 7 | 8 | 9 | 10 | 11 | 12 | 13 | 14 | 15 | 16 | 17 | 18 | 19 | 20 | 21 | 22 | 23 | 24 | 25 | 26 | 27 | 28 | 29 | 30 | 31 | 32 | 33 | 34 | 35 | 36 | 37 | 38 |
| --------- | -- | -- | -- | - | - | - | - | - | - | -- | -- | -- | -- | -- | -- | -- | -- | -- | -- | -- | -- | -- | -- | -- | -- | -- | -- | -- | -- | -- | -- | -- | -- | -- | -- | -- | -- | -- |
| Luogo     | T  | C  | T  | C | T | C | T | C | T | C  | T  | T  | C  | T  | C  | T  | C  | T  | C  | C  | T  | C  | T  | C  | T  | C  | T  | C  | T  | C  | C  | T  | C  | T  | C  | T  | C  | T  |
| Risultato | N  | P  | V  | V | P | V | N | N | V | V  | N  | V  | V  | P  | V  | P  | N  | V  | P  | N  | P  | P  | V  | P  | P  | V  | N  | N  | V  | V  | V  | N  | P  | P  | V  | V  | P  | P  |
| Posizione | 14 | 17 | 11 | 8 | 8 | 7 | 7 | 7 | 5 | 5  | 5  | 5  | 4  | 4  | 4  | 4  | 4  | 4  | 5  | 5  | 6  | 6  | 6  | 6  | 6  | 6  | 6  | 7  | 7  | 6  | 5  | 7  | 7  | 7  | 7  | 6  | 7  | 7  |

Legenda:

Luogo: C = Casa; T = Trasferta. Risultato: V = Vittoria; N = Pareggio; P = Sconfitta.

### Statistiche dei giocatori
Sono in corsivo i calciatori che hanno lasciato la società a stagione in corso.
| Giocatore       | Serie A  | Serie A | Serie A     | Serie A    | Coppa Italia | Coppa Italia | Coppa Italia | Coppa Italia | Totale   | Totale | Totale      | Totale     |
| Giocatore       | Presenze | Reti    | Ammonizioni | Espulsioni | Presenze     | Reti         | Ammonizioni  | Espulsioni   | Presenze | Reti   | Ammonizioni | Espulsioni |
| --------------- | -------- | ------- | ----------- | ---------- | ------------ | ------------ | ------------ | ------------ | -------- | ------ | ----------- | ---------- |
| V. Boudianski   | 1        | 0       | 0           | 0          | -            | -            | -            | -            | 1        | 0      | 0           | 0          |
| A. Candreva     | 3        | 0       | 0           | 0          | -            | -            | -            | -            | 3        | 0      | 0           | 0          |
| A. Chimenti     | 3        | -8      | 0           | 0          | -            | -            | -            | -            | 3        | -8     | 0           | 0          |
| A. Coda         | 20       | 0       | 1           | 0          | -            | -            | -            | -            | 20       | 0      | 1           | 0          |
| R. Colombo      | 4        | 0       | 0           | 0          | -            | -            | -            | -            | 4        | 0      | 0           | 0          |
| G. D'Agostino   | 35       | 0       | 7           | 0          | -            | -            | -            | -            | 35       | 0      | 7           | 0          |
| A. Di Natale    | 36       | 17      | 3           | 0          | -            | -            | -            | -            | 36       | 17     | 3           | 0          |
| A. Dossena      | 35       | 2       | 6           | 2          | -            | -            | -            | -            | 35       | 2      | 6           | 2          |
| R. Eremenko     | 7        | 0       | 0           | 0          | -            | -            | -            | -            | 7        | 0      | 0           | 0          |
| Felipe          | 22       | 1       | 7           | 2          | -            | -            | -            | -            | 22       | 1      | 7           | 2          |
| D. Ferronetti   | 16       | 1       | 2           | 0          | -            | -            | -            | -            | 16       | 1      | 2           | 0          |
| A. Floro Flores | 37       | 3       | 1           | 0          | -            | -            | -            | -            | 37       | 3      | 1           | 0          |
| A. Gyan         | 13       | 3       | 1           | 0          | -            | -            | -            | -            | 13       | 3      | 1           | 0          |
| S. Handanovič   | 35       | -45     | 2           | 0          | -            | -            | -            | -            | 35       | -45    | 2           | 0          |
| G. Inler        | 37       | 2       | 6           | 0          | -            | -            | -            | -            | 37       | 2      | 6           | 0          |
| M. Isla         | 10       | 0       | 1           | 0          | -            | -            | -            | -            | 10       | 0      | 1           | 0          |
| A. Lukovic      | 32       | 0       | 4           | 0          | -            | -            | -            | -            | 32       | 0      | 4           | 0          |
| G. Mesto        | 28       | 2       | 5           | 0          | -            | -            | -            | -            | 28       | 2      | 5           | 0          |
| C. Obodo        | 1        | 0       | 0           | 0          | -            | -            | -            | -            | 1        | 0      | 0           | 0          |
| M. Paolucci     | 2        | 0       | 0           | 0          | -            | -            | -            | -            | 2        | 0      | 0           | 0          |
| S. Pepe         | 33       | 3       | 7           | 1          | -            | -            | -            | -            | 33       | 3      | 7           | 1          |
| G. Pinzi        | 13       | 0       | 2           | 1          | -            | -            | -            | -            | 13       | 0      | 2           | 1          |
| F. Quagliarella | 37       | 12      | 4           | 0          | -            | -            | -            | -            | 37       | 12     | 4           | 0          |
| G. Siqueira     | 4        | 0       | 1           | 0          | -            | -            | -            | -            | 4        | 0      | 1           | 0          |
| T. Sivok        | 2        | 0       | 1           | 0          | -            | -            | -            | -            | 2        | 0      | 1           | 0          |
| C. Zapata       | 27       | 1       | 7           | 0          | -            | -            | -            | -            | 27       | 1      | 7           | 0          |
| T. Zapotocny    | 21       | 0       | 4           | 1          | -            | -            | -            | -            | 21       | 0      | 4           | 1          |